# Welpen en Wolven
Welpen en Wolven is de 54ste aflevering van VTM's politieserie Zone Stad. De aflevering werd in Vlaanderen voor het eerst uitgezonden op 8 maart 2010.

## Verhaal
Een Antwerpse scoutsgroep wordt tijdens een dagtocht opgeschrikt door twee leiders die een van de jongeren, Bram, ontvoeren. Als nadien blijkt dat Bram echt verdwenen is, staan Tom en Fien voor een raadsel. Wat eerst een onschuldig scoutsspel leek te zijn, verandert in een vreemde nachtmerrie. Mike heeft dringend geld nodig en overhaalt Jimmy om mee te gokken op de voetbaluitslagen. Fien wordt verliefd op de verboden vrucht.

## Gastrollen
Hoofdrolspeler Werner De Smedt is niet te zien in deze aflevering, wel de volgende acteurs in gastrol.
- Steven Boen - Laurens
- Tim Bosman - Max
- Veerle Dejonghe - Liesbeth
- Margot De Ridder - Julie
- Ides Meire
- Lut Tomsin - Jeanine Segers
- Kenneth Vanbaeden - Bram
- Geert Van Rampelberg - Brik